# Liste der Monuments historiques in Brie-sous-Matha
Die Liste der Monuments historiques in Brie-sous-Matha führt die Monuments historiques in der französischen Gemeinde Brie-sous-Matha auf.

## Liste der Bauwerke
| Bezeichnung      | Beschreibung              | Standort | Kennzeichnung | Schutzstatus   | Datum     | Bild           |
| ---------------- | ------------------------- | -------- | ------------- | -------------- | --------- | -------------- |
| Kirche St-Pierre | Erbaut im 12. Jahrhundert | (Lage)   | PA00104635    | Classé Inscrit | 1913 1989 | weitere Bilder |